# どっちもどっち
どっちもどっちは、1990年11月10日に公開された東宝配給の日本映画である。明石家さんま、松田聖子の主演作品。

## ストーリー
TVディレクターの村田は浮気症が原因で、恋人の慶子にフラれてしまう。彼は心機一転、半年間の女絶ちを決意し新しいマンションに引っ越す。ところがその部屋には女の幽霊、亜由子が住んでいて彼を付け回し……。

## キャスト
- 村田正道：明石家さんま
- 門脇亜由子：松田聖子
- 宮本誠：布施博
- 倉沢むつみ：森口博子
- 倉沢達夫：定岡正二
- 青木慶子：沢口靖子
- 赤い車の女：岡本夏生
- 泥棒：ベンガル
- 精神科医：イッセー尾形

## スタッフ
- 製作：武敬子、島谷能成
- 脚本：鎌田敏夫（「夜も昼も」角川書店刊）
- 監督：生野慈朗
- 音楽プロデューサー：恒川光昭
- 撮影：前田米造
- 照明：矢部一男
- 録音：橋本泰夫
- 美術：和田洋
- 編集：菅野善雄
- プロデューサー：徳増俊郎、小林桂子、沼田通嗣
- 制作協力：東宝映画
- 製作：東宝、フィールド・ハウス